# Liten amarantmålla
Liten amarantmålla (Axyris hybrida) är en amarantväxtart som beskrevs av Carl von Linné. Liten amarantmålla ingår i släktet amarantmållor, och familjen amarantväxter. Arten förekommer tillfälligt i Sverige, men reproducerar sig inte.